# Bhoothanahalli, Kadur
Bhoothanahalli là một làng thuộc tehsil Kadur, huyện Chikmagalur, bang Karnataka, Ấn Độ.